# Maglia rosa
Maglia rosa (italiensk for "rosa trøje") bliver givet til føreren (General Classification) af Giro d'Italia. Føreren er rytteren som har den hurtigste tid når resultaterne fra alle etaperne bliver lagt sammen. Den som fører sammenlagt efter den sidste etape bliver kåret til vinder af Giro d'Italia. Trøjen tilsvarer maillot jaune i Tour de France og Jersey de Oro i Vuelta a España.
Den rosa farve blev valgt som en hyldest til løbets grundlægger, avisen La Gazzetta dello Sport, som er kendt for det lyserosa papir avisen er trykt på.

## Flest trøjer
- 5 sejre: Alfredo Binda, Fausto Coppi og Eddy Merckx
- 3 sejre: Giovanni Brunero, Gino Bartali, Fiorenzo Magni, Bernard Hinault og Felice Gimondi